# Acquisizione dati
La locuzione acquisizione dati, sinonimo di input, si utilizza in particolare nei sistemi di misurazione continua, in ambito di gestione processi. La locuzione è talvolta abbreviata in DAQ dall'inglese data acquisition.

## Descrizione
I dati possono essere sia di tipo digitale (ad esempio numero di pezzi che passano in un nastro trasportatore nell'unità di tempo) o analogica (es. velocità di un corpo in meccanica classica, temperatura di un forno di cottura, pressione di una camera iperbarica).
I componenti base dei sistemi di acquisizione di dati sono i sensori, il cui scopo fondamentale è la conversione del parametro da misurare in segnale elettrico. Nei processi a ciclo continuo come ad esempio chimico, petrolchimico, petrolifero, così come nella gestione di infrastrutture in movimento, ad esempio le stazioni ferroviarie, l'acquisizione dei dati di processo riveste un'importanza fondamentale nel controllo e nella regolazione del processo stesso. In questi casi i dati acquisiti convergono verso una sala di controllo centralizzata, presidiata 24 ore su 24. Una branca specifica dell'acquisizione dati è quella delle sale di registrazione, dove il segnale sonoro (analogico) viene campionato su varie frequenze, visualizzato in genere con pannelli grafici a barre, miscelato con altri segnali, registrato.
Prima dello sviluppo dell'informatica le strumentazioni di visualizzazione erano costituite da apparecchi elettromagnetici che reagivano al segnale analogico proveniente dal sensore facendo muovere una lancetta in un quadro, o una penna in un registratore continuo su carta. Oggi la gran parte delle misure analogiche passa attraverso un processo di digitalizzazione, in genere ottenuta mediante campionamento (rilevamento del valore ad intervalli regolari, il più possibile ravvicinati).

## Sistemi di acquisizione e trattamento dei dati
I dati acquisiti tipicamente vengono trattati, cioè analizzati, miscelati, memorizzati, visualizzati mediante software specializzato che lavora in elaboratori di processo e in personal computer di servizio.
- Produttori noti per sistemi di acquisizione dati di alta fascia sono: Dewesoft, HBM, National Instruments, PowerLab.
- EPICS è usato per sviluppare sistemi di acquisizione di dati di grande scala.
- Si possono anche sviluppare sistemi ad hoc usando un linguaggio di programmazione come experix, LabVIEW, Visual Basic, o C.